# Gemonías
Las escaleras Gemonías (en latín: Scalae Gemoniae, en italiano, Scale Gemonie) fueron un tramo de peldaños ubicado en la antigua ciudad de Roma. Apodadas Escaleras del luto, son tristemente famosas en la historia romana como lugar de ejecución.

## Ubicación

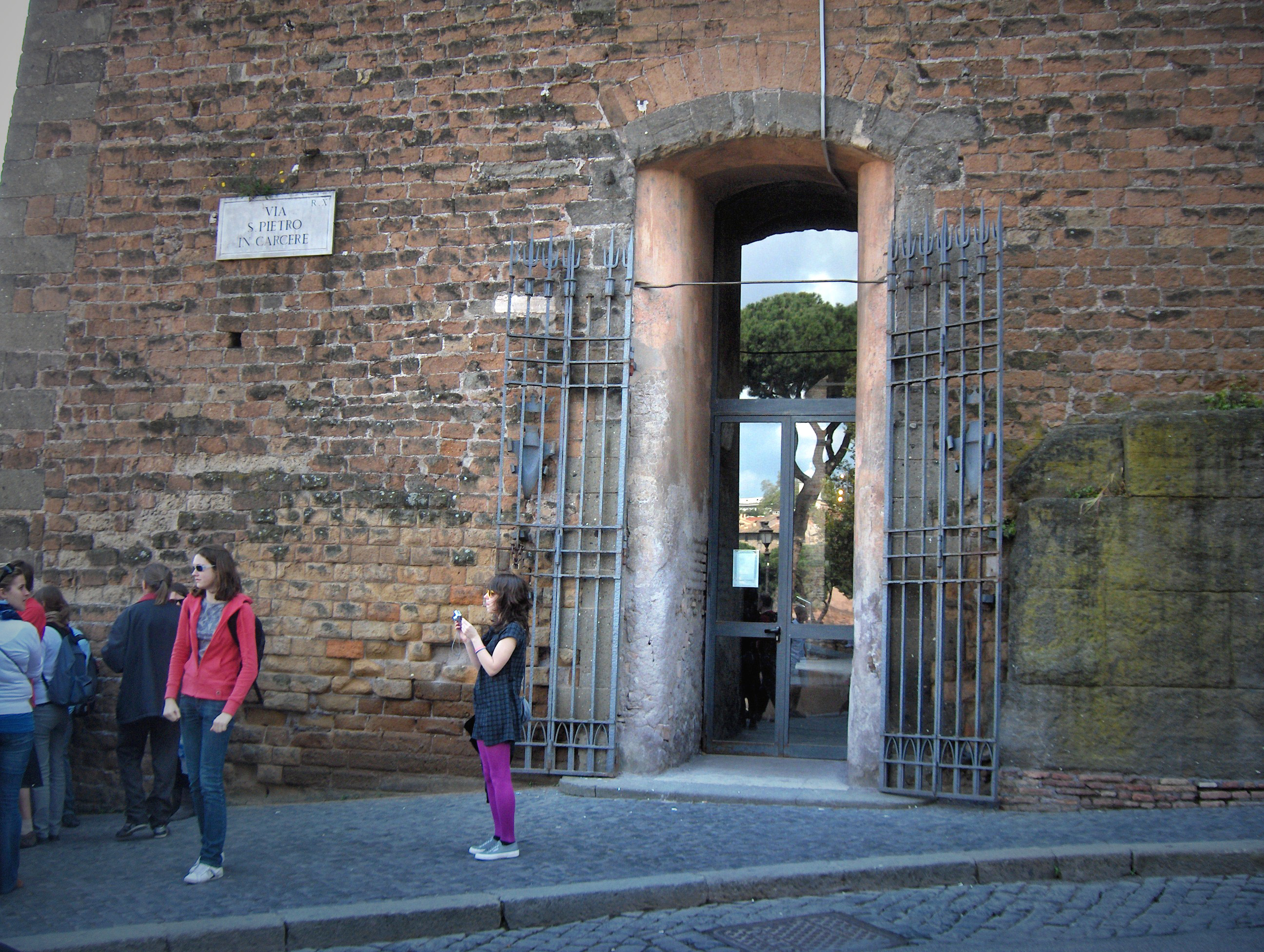
Via S. Pietro in Carcere cerca del Campidoglio

Esta escalera fue citada por numerosos autores latinos a partir de Tiberio, entre otros Valerio Máximo (VI, 3, 3 y VI, 9, 13), Suetonio (Vida de Tiberio, 53, 61, 75) y Tácito (Anales, Libro III, 14 y VI, 4, 31). No está localizada con precisión.
Las escaleras estaban localizadas en la parte central de la antigua Roma, que llevaban desde el Arx del monte Palatino bajando hasta el Foro romano. Tal como se ve desde el Foro, pasaban por el Tabulario y el templo de la Concordia en el lado izquierdo, y pasando ante la cárcel Mamertina al lado derecho. Se cree que la ubicación de las escaleras coincide más o menos con la actual Via di San Pietro in Carcere, pasando las ruinas de la cárcel Mamertina.

## Historia
Se cree que las escaleras se construyeron algún tiempo antes del reinado de Tiberio (14–37), pues no se las menciona por este nombre en ningún otro texto antiguo que predataba a este período. Una de las primeras referencias procede de Tácito, Anales Su primer uso como lugar de ejecución se asocia principalmente con los excesos paranoicos de finales del reinado de Tiberio. En Suetonio las Gemonías son parte importante de los tiempos de terror protagonizados por Sejano.
Los condenados eran habitualmente estrangulados antes de que sus cuerpos se atasen y se arrojasen a las escaleras. Ocasionalmente, los cadáveres de los reos se llevaban aquí para exhibirlos desde otros lugares de ejecución en Roma. Los cadáveres habitualmente eran abandonados para que se pudriesen en la escalera durante largos períodos de tiempo a vista de todos desde el Foro, comidos por los perros y otros animales de carroña, hasta que al final se los arrojaba al río Tíber. 
La muerte en las Gemonías se consideraba extremadamente deshonrosa, aunque varios senadores o incluso un emperador encontró aquí su fin. Entre los más famosos ejecutados en este lugar están el prefecto de la guardia pretoriana Sejano y el emperador Aulo Vitelio. Sejano era un antiguo confidente del emperador Tiberio que se implicó en una conspiración en el año 31. Según Dión Casio, Sejano fue estrangulado y arrojado por las Gemonías, donde la masa se ensañó con su cadáver durante tres días. Poco después, sus tres hijos fueron ejecutados de manera similar en este lugar.
Vitelio fue un general romano que se convirtió en el tercer emperador del llamado Año de los cuatro emperadores en el 69. Sucedió a Otón tras su suicidio el 16 de abril, pero vivió para ser emperador solo durante ocho meses. Cuando sus ejércitos fueron derrotados por los de Vespasiano, aceptó rendirse, pero la guardia pretoriana rechazó dejarle abandonar la ciudad. Cuando las tropas de Vespasiano iban a entrar en la ciudad, el 20 de diciembre del año 69, fue arrastrado fuera del lugar donde se ocultaba, lo condujeron al Foro Romano, atravesando toda la vía Sacra, con las manos atadas, un lazo al cuello y las ropas rasgadas. A lo largo de todo el recorrido lo ofendían con gestos y palabras, mientras le colocaban una espada en el mentón y le agarraban la cabeza por los pelos, como se hacía con los criminales. Lo llevaron a las escaleras Gemonías y lo arrojaron. Sus últimas palabras fueron «Y aún así yo fui una vez vuestro emperador».

Arrojábanle éstos fango y excrementos; aquéllos le llamaban borracho e incendiario; parte del pueblo hacía burla hasta de sus defectos corporales, porque era, en efecto, extremadamente alto y tenía el rostro encendido y manchado por el abuso del vino, el vientre abultado y una pierna más delgada que la otra, a consecuencia de una herida que se infirió en otro tiempo en una carrera de carros, sirviendo de auriga a Calígula. Cerca ya de las Gemonias le desgarraron, en fin, a pinchazos con las espadas y por medio de un gancho lo arrastraron hasta el Tíber.
Suetonio (1985). «A. Vitelio». Los doce Césares. Biblioteca de Historia. Ediciones Orbis, S.A. ISBN 84-7530-991-7..

## Lugares parecidos
Durante la época republicana, la roca Tarpeya, un abrupto acantilado en la cumbre meridional de la colina Capitolina, se usaba con un propósito similar. Los homicidas y los traidores, si se les condenaba por los quaestores parricidii, eran lanzados desde el barranco para que murieran. Los niños que padecían minusvalías físicas o mentales significativas a veces sufrían el mismo destino, pues se creía que estaban malditos por los dioses.